# Alexandru Stark
Alexandru Stark (n. 6 decembrie 1931, Târgoviște – d. 29 octombrie 1992, Paris) a fost un reporter radio și TV, scenarist, jurnalist, scriitor, traducător și publicist evreu român, licențiat în jurnalism.
A debutat la radio la emisiunile pentru copii iar din 1958 a realizat emisiuni de televiziune.
A fost o perioadă corespondent radio la Moscova, iar între 1963 și 1990, a fost realizator de emisiuni la TVR. A fost apoi corespondent la Paris.
Pentru o perioadă, a fost profesor asociat la Universitatea București.

## Cărți publicate
- Moscova, fotogr. Gheorghe Vintila si Hedy Löffler (Ed. Meridiane, 1973)
- Mașini electronice de spus „noapte bună” și alte cronici inverse (Ed. Meridiane, 1973)
- Agenția de publicitate a domnului Kocek (Ed. Univers, 1975) - împreună cu Vartkes Tevekelian
- Reportaj despre un reportaj: (o mie de scrisori raspund la o întrebare despre tinerete) (Ed. Dacia, 1975)
- De ce nu cade soarele?..: si alte povestiri nestiintifico-fantastice (Ed. Ion Creanga, 1975)
- Dați-mi voie să vă întreb: amintiri despre amintirile altora (Ed. Junimea, 1976)
- Cu sufletul la gură (ușoare schițe de călătorie) (Ed. Sport-Turism, 1979) - împreună cu Sorina Stark
- La cinci minute după cosmos: gânduri paralele (Ed. Militară, 1982) - împreună cu Dumitru Prunariu
- Aventuri pe diagonală... De la sfârșit la început (Ed. Albatros, 1982)
- Cuvinte si taceri: cu si despre... Alexandru Stark (Editura Carro, 1995)

## Traduceri
- Comici vestiti ai ecranului; cuv. înainte de D. I. Suchianu ; [lucrare îngrijita si prefatata de R. Iurenev]. Bucuresti, Meridiane, 1969
- Ilya Ehrenburg, Hraparetul, editura Univers, București, 1973
- V. Tevekeljan, Agentia de publicitate a domnului Kocek, editura Univers, București, 1975
- I.Ilf și E.Petrov, Atitudine disprețuitoare față de stomac (însemnari, foiletoane, schite, nuvele, povestiri), selecție, prefață și traducere de Alexandru Stark, editura Univers, București, 1979
- Alexandr Vampilov, Vânătoarea de rațe, piesă de teatru cu premiera la 11 mai 1984 la Teatrul Național din Cluj-Napoca.[3]
- Elizar Maltev, Ultima întâlnire, editura Univers, București, 1985

## Filmografie
- Omul care ne trebuie (1979) - reporterul TV